# Robert Harting
Robert Harting (Cottbus, 18 de outubro de 1984) é um atleta campeão olímpico e mundial alemão, especializado no lançamento de disco.
Conseguiu proeminência no atletismo ao conquistar a medalha da prata no Campeonato Mundial Juvenil de Atletismo de 2001, em Debrecen, na Hungria. Em 2005, foi campeão europeu sub-23. Começou a competir em nível adulto pouco depois e foi campeão alemão em 2007 e 2008. Seu primeiro grande desempenho internacional como adulto foi a conquista da medalha de prata no Campeonato Mundial de Atletismo de 2007 em Osaka.
Em junho de 2008, em Kaunas, na Lituânia, conseguiu sua melhor marca pessoal, 68,65 m, e foi selecionado para a equipe alemã de atletismo para os Jogos de Pequim 2008, onde ficou em quarto lugar na final. Conseguiu seu primeiro grande título global ao vencer o lançamento do disco no Campeonato Mundial de Atletismo de 2009, em Berlim, em seu próprio país, com a marca de 69,43 m, seu recorde pessoal até então, e que lhe deu a medalha de ouro, derrotando seu maior e mais contante adversário, o polonês Piotr Małachowski. Foi a partir desta vitória que Hasting adotou o gesto de rasgar sua camiseta de competição ao fim da prova.
No Europeu de 2010, em Barcelona, Espanha, ele laçou o disco a 68,47 m, suficiente para a medalha de prata mas não para derrotar Małachowski, campeão europeu. Ainda assim essa foi sua primeira medalha ganha no campeonato continental. No mesmo ano, competiu na 2010 IAAF Diamond League, o primeiro ano da Diamond League, uma série anual de eventos de atletismo consistindo de 14 dias diferentes de competições e pista e campo, criada pela IAAF em substituição à Golden League e com um perfil mais internacionalizado que a primeira. Hastings venceu o Weltklasse Zürich, na Suiça, mas foi Małachowski quem venceu a série total de sua modalidade. Em agosto do mesmo ano ele venceu uma competição mano-a-mano com o polonês em Neubrandenburg, Alemanha, conseguindo seu recorde pessoal na prova, 69,69 m.
Em Daegu 2011, ele defendeu com sucesso seu título de Berlim, tornando-se bicampeão mundial do lançamento do disco com a marca de 68,97 m. O ano de 2012 começou com um lançamento de 70,31 m, a primeira vez em que ultrapassou a marca de 70 metros no disco, derrotando novamente a Piotr Malachowski num torneio em Halle.  Em maio, em Turnov, na República Tcheca, conseguiu sua melhor marca da vida, 70,66 m. Em junho, ele finalmente venceu o Campeonato Europeu de Atletismo, em Helsinque.
Em Londres 2012, teve o grande momento de sua carreira, ao tornar-se campeão olímpico do lançamento de disco, com a marca de 68,27 m, o primeiro campeão olímpico alemão de atletismo desde Sydney 2000, um intervalo de 12 anos e o principal motivo da grande pressão que sofreu da opinião pública e da imprensa alemã por uma nova medalha de ouro no esporte, já que, bicampeão mundial, ele era a grande esperança alemã nos Jogos.
Em agosto de 2013 tornou-se tricampeão mundial ao conquistar a medalha de ouro com um lançamento de 69,11m no Campeonato Mundial de Atletismo de Moscou.
Apesar de chegar como um dos favoritos à medalha de ouro e a um bicampeonato olímpico, nos Jogos da Rio 2016 Hastings não conseguiu nem se classificar às finais, mas assistiu a seu irmão mais novo, Christoph Harting, tornar-se o novo campeão olímpico. 